# Szkoła Podoficerów Zawodowych Artylerii
Szkoła Podoficerów Zawodowych Artylerii – szkoła podoficerska artylerii Wojska Polskiego w II Rzeczypospolitej.
Szkoła Podoficerów Zawodowych Artylerii powstała w styczniu 1920 roku .

## Obsada personalna szkoły
Komendanci
- ppłk art. Michał Zdzichowski (1922 – III 1926)
- ppłk art. Jan Bokszczanin (III 1926 – IV 1928)
- mjr / ppłk art. Jan II Kijowski (VII 1928 – XII 1932)
- ppłk art. Edmund Zimmer (XII 1932 – XI 1935)
- ppłk art. Kazimierz Świderski (XI 1935 – 1939)

Organizacja i obsada personalna w 1939
Pokojowa obsada personalna szkoły w marcu 1939:
- komendant – ppłk Kazimierz Świderski †1940 Katyń
- adiutant – kpt. Wiktor Antoni Seweryn Steinauer
- instruktor terenoznawstwa – kpt. Alfons Ludwik Bogusław Oborski[b]
- instruktor łączności – kpt. Stanisław Hymoł[c]
- dowódca 1 baterii szkolnej – mjr Stanisław Eysmont
- instruktor baterii – kpt. Marian Kaczorowski
- instruktor baterii – kpt. Alfons Ludwik Bogusław Oborski
- dowódca 2 baterii szkolnej – kpt. Edward Węgrzyński
- instruktor baterii – kpt. Andrzej Jerzy Jeżyński
- instruktor baterii – por. Józef Miąsek
- dowódca 3 baterii szkolnej – kpt. Stefan Barański
- instruktor baterii – kpt. Stanisław Hymoł
- instruktor baterii – vacat
- dowódca 4 baterii szkolnej – kpt. Feliks Filejski †1940 Charków[4]
- instruktor baterii – por. Witosław Jan Kurowski †1940 Charków[5]
- instruktor baterii – vacat